# 拜占庭艺术

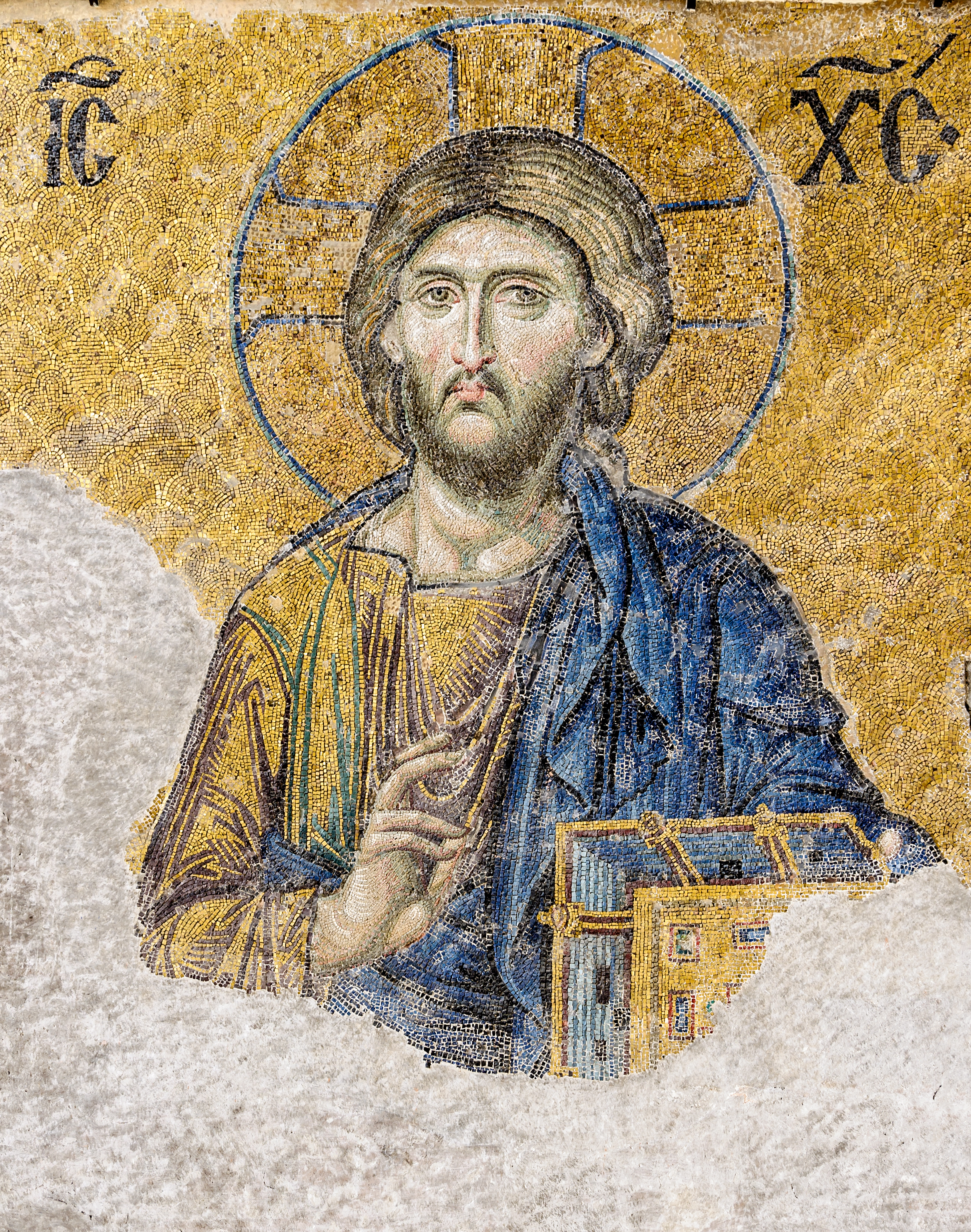
最为著名的存世拜占庭马赛克，位于君士坦丁堡的圣索非亚大教堂。此马赛克创作于12世纪。

拜占庭艺术是指东罗马（拜占庭帝国），以及继承了帝国文化的民族和国家的艺术。虽然帝国始于罗马帝国的衰弱，并且一直持续到1453年君士坦丁堡的陷落， 然而许多东欧的东正教国家，以及一些东部地中海的穆斯林国家，在数个世纪之后仍然在许多方面保留了帝国的文化和艺术。
許多與拜占庭帝國同時代，但實際上並不隸屬於拜占庭的國家（「拜占庭聯邦」），在文化上受到了拜占庭帝國影響。這些國家包括基輔羅斯以及一些非東正教國家如威尼斯共和國（在10世紀脫離了拜占庭帝國）以及西西里王國（與拜占庭帝國關係密切，在10世紀之前也是拜占庭的領土，12世紀以前有著大量講希臘語的人口）。其他具有拜占庭藝術傳統的國家如塞爾維亞和保加利亞，在中世紀都在成為拜占庭帝國領土和獨立之間搖擺不定。1453年拜占庭首都君士坦丁堡淪陷後，由生活在奥斯曼帝国的東正教徒所創作的艺术品通常被称为“后拜占庭”。某些源自拜占庭帝國的藝術傳統，特别是关于聖像畫和教堂建筑，直至今日仍保存在希腊、塞尔维亚、保加利亚、羅馬尼亞、俄罗斯等其他东正教国家。

## 介紹

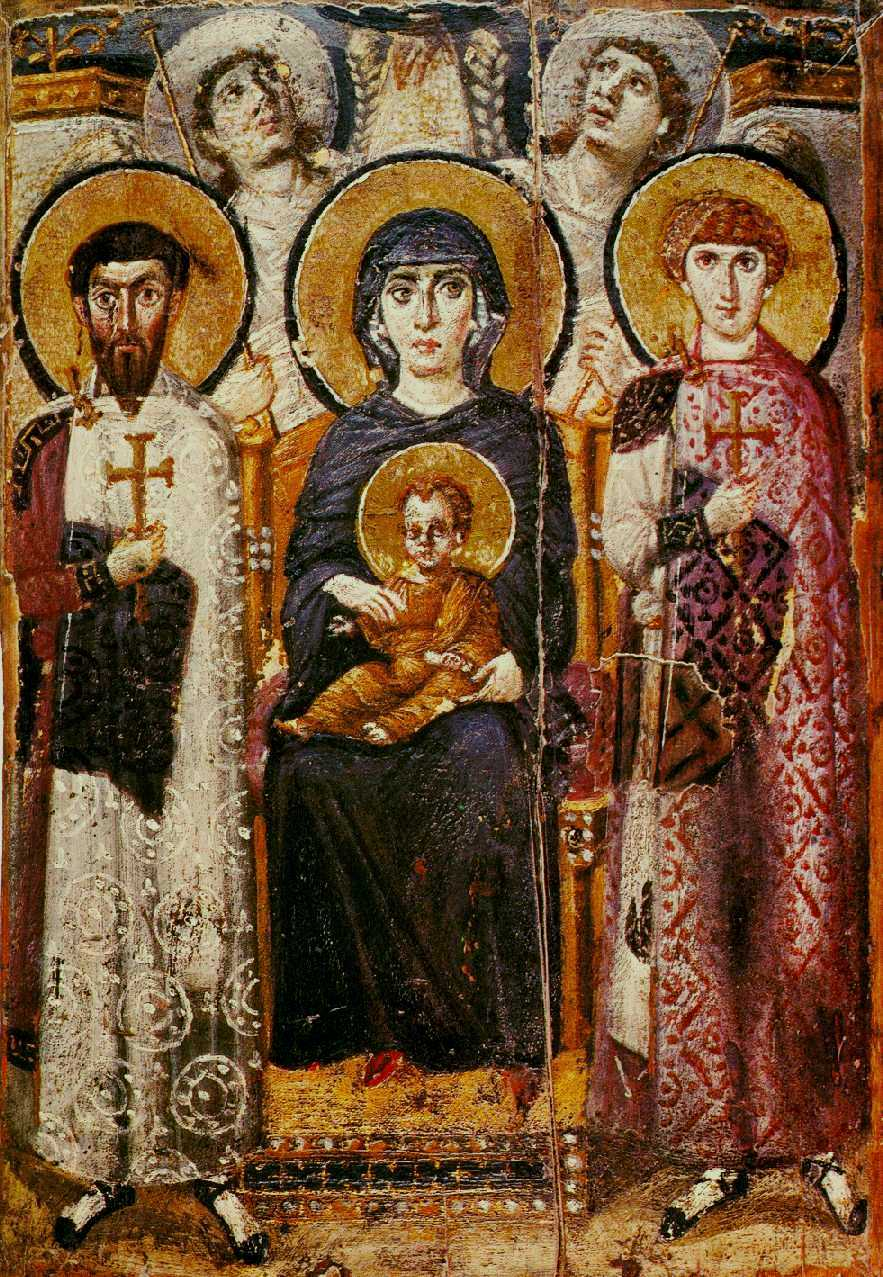
升座的聖母和聖子伴隨聖人和天使的聖像畫，6世紀，西奈半島聖凱薩琳修道院

拜占庭藝術起源於東羅馬帝國基督教化的希臘文化，並在此基礎上發展起來；以希臘化的風格及圖像學表現基督教和古希臘神話的內容。拜占庭藝術從未忘卻其古典遺產；首都君士坦丁堡裝飾著大量的古典雕塑，但它們終究成為了令當地居民感到困惑的對象（不過，拜占庭的欣賞者對其他形式的古典媒介如壁畫則未表現出不解）。拜占庭藝術的基礎是拜占庭希臘人所持有的基本藝術態度，他們如同古希臘前輩「從不滿足於單純的形式遊戲，而是在一種天生的理性主義的刺激下，將形式與有意義的內容聯繫起來，賦予其生命。」儘管拜占庭帝國藝術的特點是定期復興古典美學，但最重要的是它發展一種新美學定義其顯著的「抽象」或反自然主義特質。如果說古典藝術的特色是嘗試創作貼近現實的表徵，那麼拜占庭藝術似乎已經放棄這種嘗試，轉而使用更具象徵意義的方法。

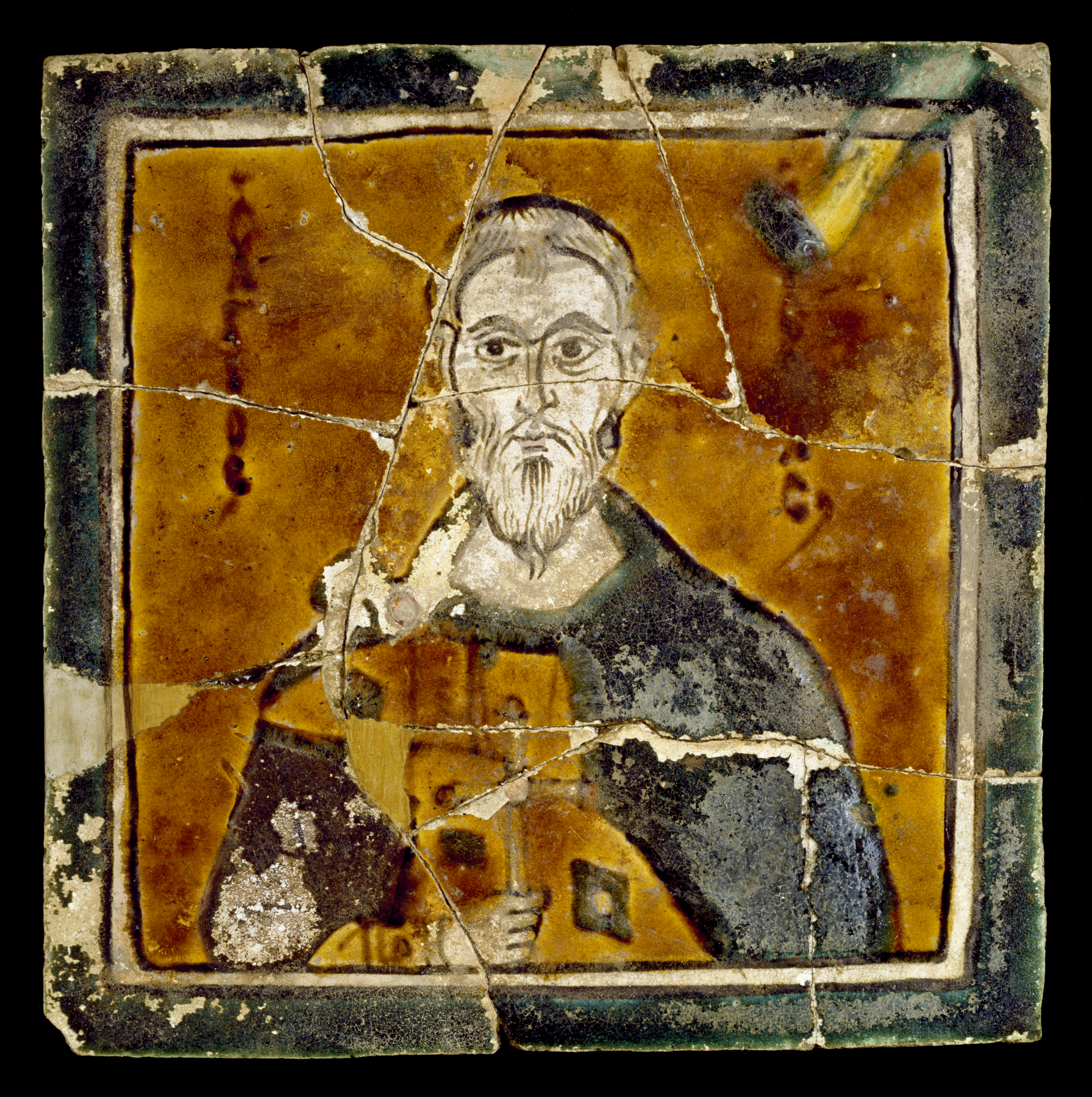
以傳統拜占庭風格（10 世紀）描繪衣索比亞的聖阿瑞薩斯（Saint Arethas）

這種轉變主要發生在古典時代晚期，其性質和原因幾個世紀以來一直是學術界爭論的話題。喬爾喬·瓦薩里將其歸因於藝術技能和標準的衰退，而這種衰退又被與瓦薩里同時代的義大利文藝復興所恢復。雖然這一觀點偶爾會被採納，最引人注目的是伯納德·貝倫森，但現代學者傾向於對拜占庭美學持更積極的看法。李格爾（Alois Riegl）和約瑟夫·斯齊戈夫斯基（Josef Strzygowski）於20世紀初的作品對於晚期古典藝術的重新評價最為重要。李格爾將其視為羅馬藝術原有趨勢的自然發展，而斯齊戈夫斯基則將其視為「東方」影響的產物。近期對此爭論有所建樹的學者是恩斯特·基辛格（Ernst Kitzinger）以及約翰·奧尼恩斯（John Onians），基辛格追溯了古典晚期「抽象」和 「希臘化」趨勢之間的「辯證關係」；奧尼恩斯看到古典晚期「視覺反應的增強」，觀眾因此「可以審視在二十世紀認為是純粹抽象的東西，並發現其具象之處。」

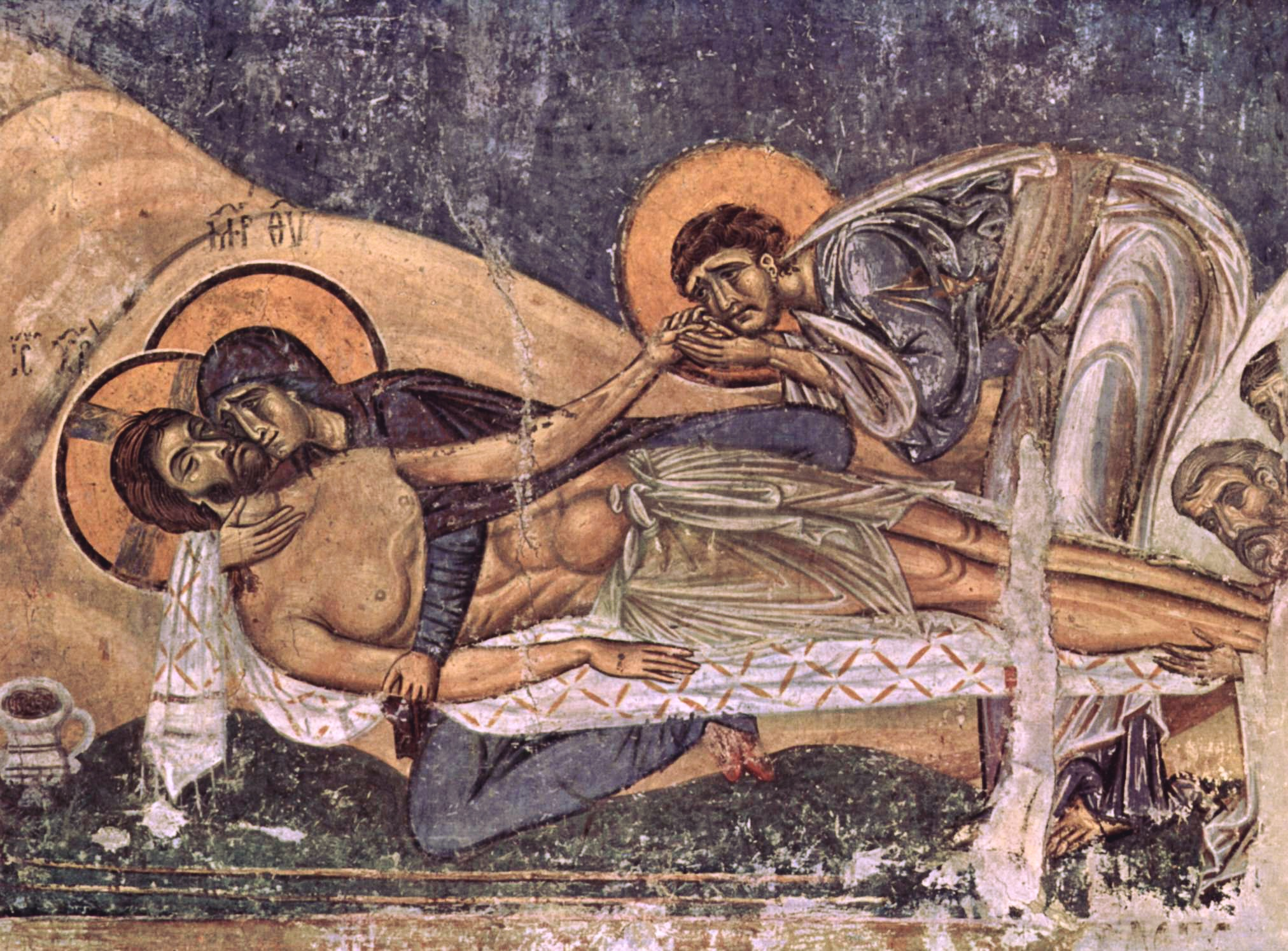
斯科普里附近於尼雷齊（Nerezi）的壁畫（1164 年）以其獨特的融合了高度的悲劇、溫和的人性和朴素的現實主義，預示了喬托和其他文藝復興初期的義大利藝術家即將到來。

無論如何，這種爭論純粹是以現代角度出發：大多數拜占庭的觀眾顯然並不認為他們的藝術很抽象或不自然。正如西里爾·曼戈所言，「我們自己對拜占庭藝術的欣賞很大程度上源於這種藝術不是自然主義風格；然而，從現存的陳述來看，拜占庭人自己認為是高度自然主義，直接繼承了菲迪亞斯、阿佩萊斯和宙克西斯的傳統」。
對於巨型拜占庭藝術，題材主要來自宗教和皇帝：這兩個主題經常會結合，如君士坦丁堡於六世紀建立的聖索菲亞大教堂內部即飾有拜占庭後期皇帝的肖像。這種慣例部分源自於拜占庭社會的虔誠和專制性質，部分是其經濟結構的結果：帝國的財富集中在教會和皇室的手中，他們有最大的機會負責雄偉的藝術任務。
然而，宗教藝術並非僅限於教堂內飾的壯觀裝潢。拜占庭藝術最重要的流派之一是聖像畫，也就是耶穌基督、聖母瑪利亞或聖人的形象，在東正教教堂和私人住宅中作為崇敬的對象。聖像在本質上更具有宗教性，而不是審美性：特別是在聖像破壞運動後，它們被理解為透過仔細遵守圖像規範來保持描繪人物的「相似之處」，以體現其獨特「存在」。
手抄本的彩圖是拜占庭藝術的另一個主要類型。最常見的插圖文本是宗教性的，包括經文本身（特別是贊美詩），以及用於祈禱或是根據聖經所寫的文本（如約翰·克利馬科斯的《神聖攀登的天梯》或聖額我略·納齊安的布道書）。世俗文本也被彩繪：重要的例子包括《亞歷山大羅曼史》（Alexander Romance）和约翰·斯基里泽斯的《歷史概要》（Synopsis of Histories）。
拜占庭人繼承了早期基督教在宗教藝術中對巨型雕塑的不信任，只製作浮雕，其中很少有像真人一樣大小的存世作品，與從卡洛林藝術開始復甦紀念性雕塑的西方中世紀藝術成鮮明對比。小型象牙也大多是浮雕。
所謂的「次要藝術」在拜占庭藝術和奢侈品中非常重要，包括象牙浮雕，這些像是可作為正式獎勵的執政官對摺畫（Consular diptych）或如象牙棺材（veroli casket）這樣的珠寶盒，另外還有硬石雕、拜占庭琺琅、拜占庭玻璃、珠寶、金屬製品和有花紋的絲綢在整個拜占庭時期大量生產。其中許多是宗教性質的，不過還是生產了大量帶有世俗色彩的物品或非描繪性的裝飾：例如，表現古典神話主題的象牙。拜占庭的陶瓷製品相對粗糙，因為富人的餐桌上從來不使用陶器，他們用的是拜占庭銀器。

## 時期
拜占庭藝術和建築被慣例分為四個時期：
早期：從《米蘭敕令》（基督教合法化）和皇室所在地轉移到君士坦丁堡開始，隨著公元842年聖像破壞活動的結束而告終。
中期：又稱高峰期，從公元843年恢復聖像開始，直到1204年君士坦丁堡落入十字軍手中為止。
晚期：西歐和傳統拜占庭元素在藝術和建築中相互折衷滲透，結束於1453年君士坦丁堡淪陷於鄂圖曼土耳其人。「後拜占庭」（post-Byzantine）一詞被用於晚期。

「新拜占庭」（Neo-Byzantine）：則被用於19世紀以來的藝術和建築，當時鄂圖曼帝國解體促使藝術家和歷史學家重新欣賞拜占庭。

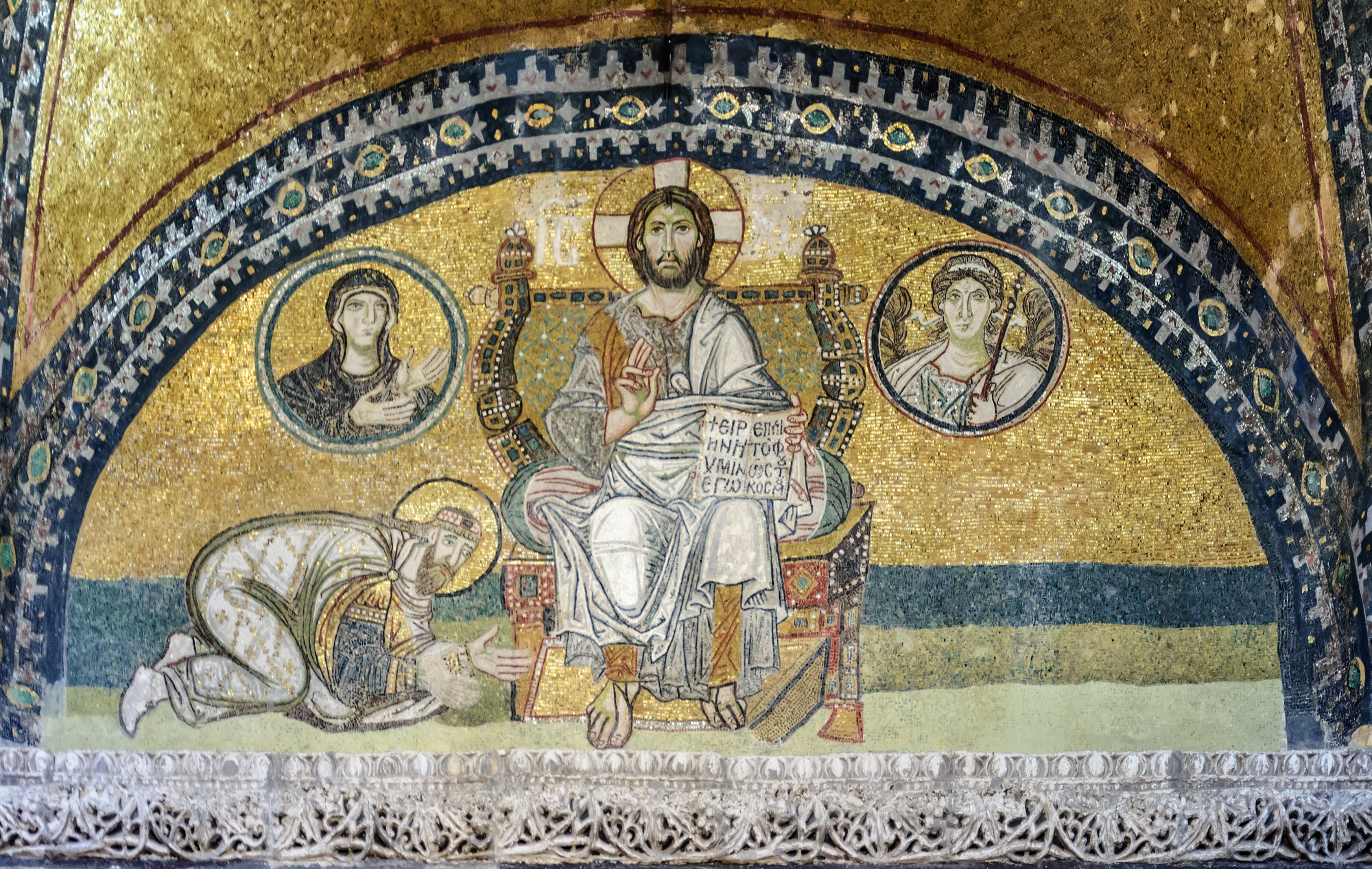
聖索菲亞大教堂帝國大門的馬賽克鑲嵌畫，描繪利奧六世跪拜於基督普世君王像前，兩邊的圓形肖像分別為聖母瑪利亞（左）和天使長加百列（右）。